# Martial Singher

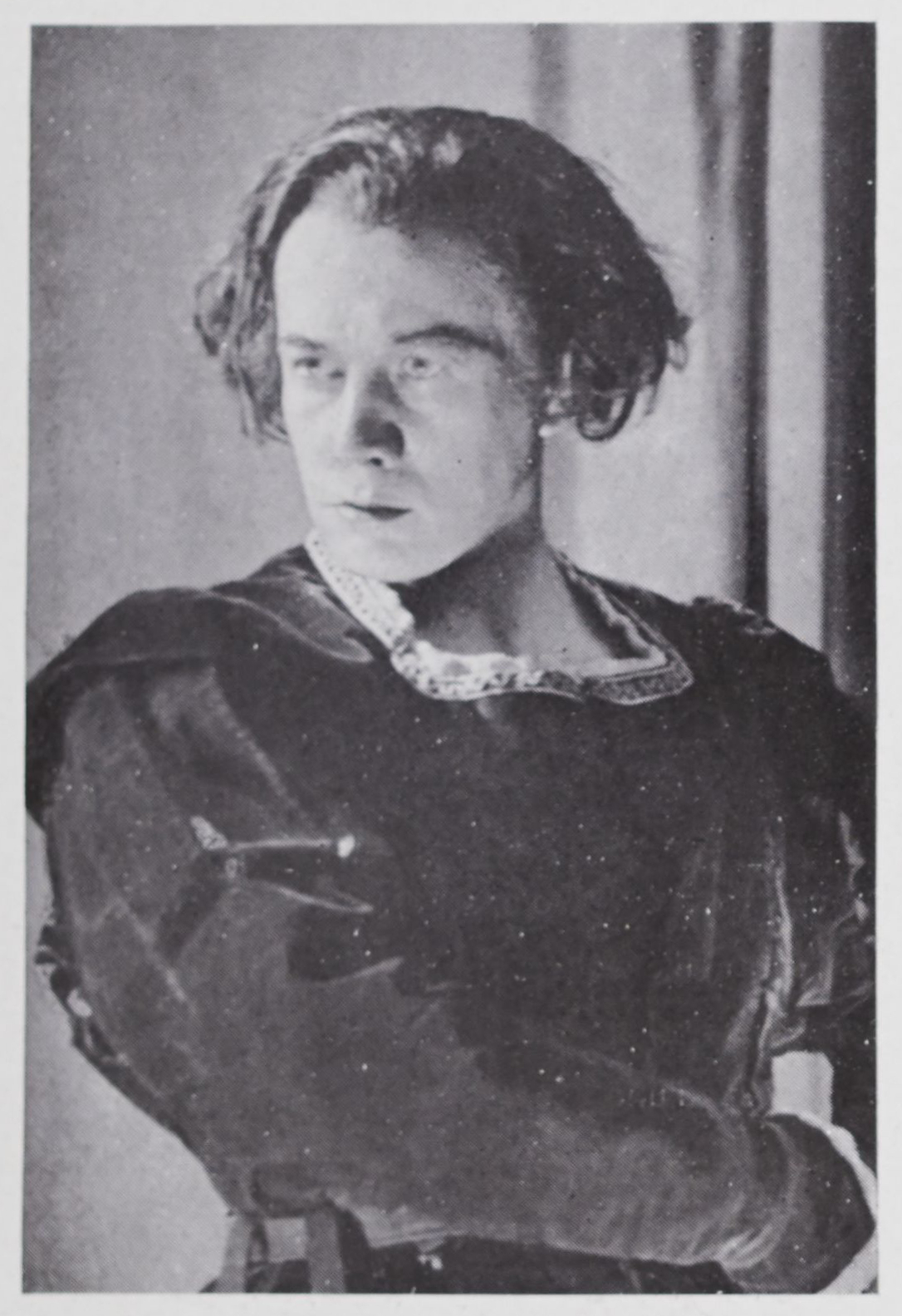
Martial Singher als Hamlet

Martial Singher (14. August 1904 – 9. März 1990) war ein französischer Opernsänger (Bariton) und Gesangspädagoge.

## Leben
Geboren in Oloron-Sainte-Marie, Singher begann zunächst ein Studium als Lehrer an der Universität Toulouse und betrieb den Gesang nur als Hobby. Mit Hilfe eines Stipendiums konnte er 1927 ein Studium am Conservatoire de Paris beginnen.
Nach dem Abschluss des Studiums 1930 debütierte er in Amsterdam als Oreste in Christoph Willibald Glucks Iphigénie en Tauride. Sein Debüt an der Opéra de Paris hatte er im selben Jahr als Athanaël in Jules Massenets Thaïs. Singher blieb elf Spielzeiten in Paris und hatte in dieser Zeit zahlreiche Gastauftritte auf Opernbühnen in Europa und Südamerika.
1931 vertrat er an der Seite von Lauritz Melchior den Sänger Vanni Marcoux als Iago in Verdis Othello. Neben dem Engagement an der Pariser Oper trat Singher in den 1930er Jahren auch in Buenos Aires und London auf. Singher war seit 1940 verheiratet mit Margareta Busch (* 1916), der Tochter des Dirigenten  Fritz Busch. Busch hatte aus politischen Gründen Deutschland verlassen. 1940 emigrierte Fritz Busch in die USA, 1941 folgte Singher mit seiner Frau. In New York debütierte er 1943 an der Metropolitan Opera als Dappertutto in Jacques Offenbachs Oper Hoffmanns Erzählungen. An der MET stand er bis 1958 162 Mal auf der Bühne. Er war dort engagiert, bis er sich 1959 aus gesundheitlichen Gründen von der Bühne zurückziehen musste, blieb dem Opernhaus aber bis zu seinem Tod verbunden.
Singher starb im Alter von 85 Jahren in Santa Barbara (Kalifornien).
Zu seinem Repertoire zählte neben der französischen auch die deutsche Opernliteratur, insbesondere machte er sich auch einen Namen als Wagner-Sänger (u. a. als Wolfram in Tannhäuser und Amfortas in Parsifal).
Nach dem Ende seiner Laufbahn als Sänger unterrichtete Singher am Mannes College of Music in Manhattan, dem Curtis Institute of Music in Philadelphia und schließlich an der Music Academy of the West in Santa Barbara als Nachfolger von Lotte Lehmann. Zu seinen Schülern zählten u. a. Jeannine Altmeyer, Judith Blegen, Rod Gilfry, Thomas Hampson, Ben Heppner, James King, Louis Quilico, Sondra Radvanovsky, John Reardon und Benita Valente.

## Schriften
- An Interpretative Guide to Operatic Arias: A Handbook for Singers, Coaches, Teachers, and Students, University Park, Pennsylvania State University Press, 1983. ISBN 0-271-02354-6